# Dérbi Eterno (Sérvia)
O Dérbi Eterno (sérvio: Вечити дерби / Večiti derbi), também chamado Dérbi do Sudeste da Europa e Dérbi de Belgrado (sérvio: Београдски дерби / Beogradski derbi), é o clássico local de Belgrado, capital da Sérvia, entre os rivais da cidade Estrela Vermelha Belgrado e Partizan Belgrado, os dois maiores e mais populares clubes da Sérvia. É considerado "uma das rivalidades de maior amargura do futebol europeu".
A rivalidade está presente em vários esportes diferentes, mas os jogos mais intensos são nas seções de futebol e basquetebol de ambos os clubes. Começou logo após a criação de ambos os clubes em 1945, sendo as duas forças dominantes no futebol nacional desde então.
De acordo com uma pesquisa de 2008, o Estrela Vermelha é o clube mais popular na Sérvia, tendo 48,2% da população como torcedores, seguido pelo Partizan, com 30,5%. Ambos os clubes têm muitos torcedores em Montenegro e em regiões da Bósnia e Herzegovina.
A rivalidade é considerada como uma das mais ferozes do futebol mundial. O maior público de um Derby Eterno foi de cerca de 108.000 espectadores no Estádio Estrela Vermelha.

## História
As origens do Estrela Vermelha e do Partizan são encontradas nas instituições políticas da Iugoslávia comunista pós-Segunda Guerra Mundial. O Estrela Vermelha foi formado em 4 de março de 1945 pela Aliança Unida da Juventude Antifascista, parte da nova autoridade civil na Iugoslávia. Alguns meses depois, em 4 de outubro de 1945, o Partizan foi fundado como a associação esportiva do Exército do Povo Iugoslavo (JNA). A primeira partida entre os dois times de futebol foi disputada em 5 de janeiro de 1947. O Estrela Vermelha venceu por 4–3 e uma intensa rivalidade se desenvolveu desde então. O Partizan conseguiu sua primeira vitória, por 1 a 0, no derby seguinte, em 27 de abril de 1947.
No entanto, a feroz tradição do derby de Belgrado se origina da rivalidade pré-Segunda Guerra Mundial entre o BSK Belgrado e o SK Jugoslavija no Reino da Iugoslávia . O SK Jugoslavija foi dissolvido em 1945 pelas novas autoridades comunistas com suas propriedades nacionalizadas e a maior parte assinada pelo recém-formado Estrela Vermelha. Por outro lado, o BSK foi autorizado a continuar existindo pelas novas autoridades; após sucessivas mudanças de nome, o clube passou a ser conhecido como OFK Beograd desde 1957, perdendo sua relevância para o recém-fundado Partizan no processo. Embora o OFK Beograd tenha se tornado um sucesso por si só, tanto o Estrela Vermelha quanto o Partizan rapidamente o ultrapassaram em popularidade.
Com o tempo, a rivalidade em campo entre Estrela Vermelha e Partizan no Campeonato Iugoslavo refletiu a luta pelo poder entre o Ministério do Interior e o Ministério da Defesa. Os dois clubes dominaram a Primeira Liga Iugoslava pós-1945, com o Estrela Vermelha vencendo 19 e o Partizan vencendo 11 campeonatos iugoslavos. Os confrontos destes dois contra o Hajduk Split e o Dinamo Zagreb, terceiro e quarto respectivamente em número de títulos nacionais, foram igualmente intensos. Os quatro clubes eram conhecidos como os 4 grandes. Após a separação da Iugoslávia em 1992, o Derby de Belgrado se intensificou ainda mais, com os dois clubes desde então conquistando todos os títulos nacionais, com exceção da edição 1997-98 da Primeira Liga da Sérvia e Montenegro, vencida pelo FK Obilić. Tanto o Partizan quanto o Estrela Vermelha venceram mais 16 campeonatos.

## Títulos
| Competição                                         | Estrela Vermelha | Partizan |
| -------------------------------------------------- | ---------------- | -------- |
| Liga da República Popular da Sérvia                | 1                | 0        |
| Primeira Liga Iugoslava                            | 19               | 11       |
| Primeira Liga da Sérvia e Montenegro               | 5                | 8        |
| SuperLiga da Sérvia                                | 11               | 8        |
| Copa Iugoslava                                     | 12               | 6        |
| Copa da Sérvia e Montenegro                        | 9                | 3        |
| Copa da Sérvia                                     | 7                | 7        |
| Supercopa Iugoslava                                | 2                | 1        |
| Copa da Liga Iugoslava                             | 1                | 0        |
| Taça Mitropa                                       | 2                | 1        |
| Taça dos Campeões Europeus / UEFA Champions League | 1                | 0        |
| Copa Intercontinental                              | 1                | 0        |
| Total                                              | 71               | 45       |

## Torcidas
Um aspecto importante do clássico de Belgrado são os torcedores. Ambos os lados se preparam intensamente entre as partidas, fazem grandes bandeiras e mensagens especiais apropriadas para aquela ocasião específica, para serem geralmente direcionadas ao lado oposto.

### Delije

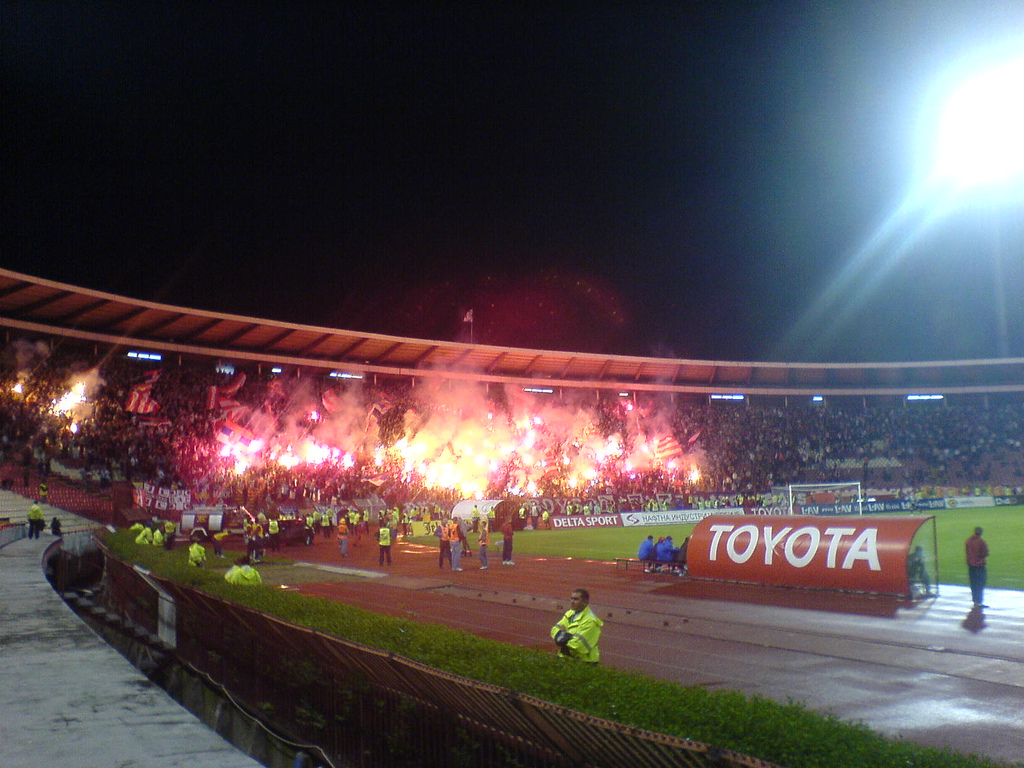
Os torcedores do Estrela Vermelha tradicionalmente ocupam as arquibancadas do norte de ambos os estádios

Os torcedores das várias equipes esportivas do Estrela Vermelha são conhecidos como Delije (cirílico sérvio: Делије, traduzido para o inglês como Heróis). A palavra Delije é plural de delija, palavra de origem turca (deli) que entrou na língua sérvia durante o período otomano, significando jovem corajoso, forte ou bonito. O nome Delije começou a ser usado por torcedores fanáticos do Estrela Vermelha durante o final dos anos 1980, com a inauguração oficial ocorrendo em 7 de janeiro de 1989. Até aquele ponto, os fãs obstinados do Estrela Vermelha estavam espalhados entre 7 e 8 grupos de fãs que dividiam a arquibancada norte no Estádio Estrela Vermelha (conhecido coloquialmente como Marakana), sendo os mais proeminentes Red Devils, Zulu Warriors e Ultras . Como sinal de agradecimento, a direção do clube permitiu que a palavra Delije em letras maiúsculas fosse escrita na arquibancada norte do estádio - o ponto de encontro dos torcedores mais leais e apaixonados do clube. Eles também são chamados de Cigani (em português: ciganos) por seus arquirrivais Grobari, torcedores do Partizan. Embora Delije geralmente considere o nome Cigani um insulto, eles ocasionalmente usam esse nome em suas próprias canções e cantos. Em 2010, Delije consistia em quatro grupos maiores: Belgrade Boys, Ultra Boys, Heroes e Brigate .

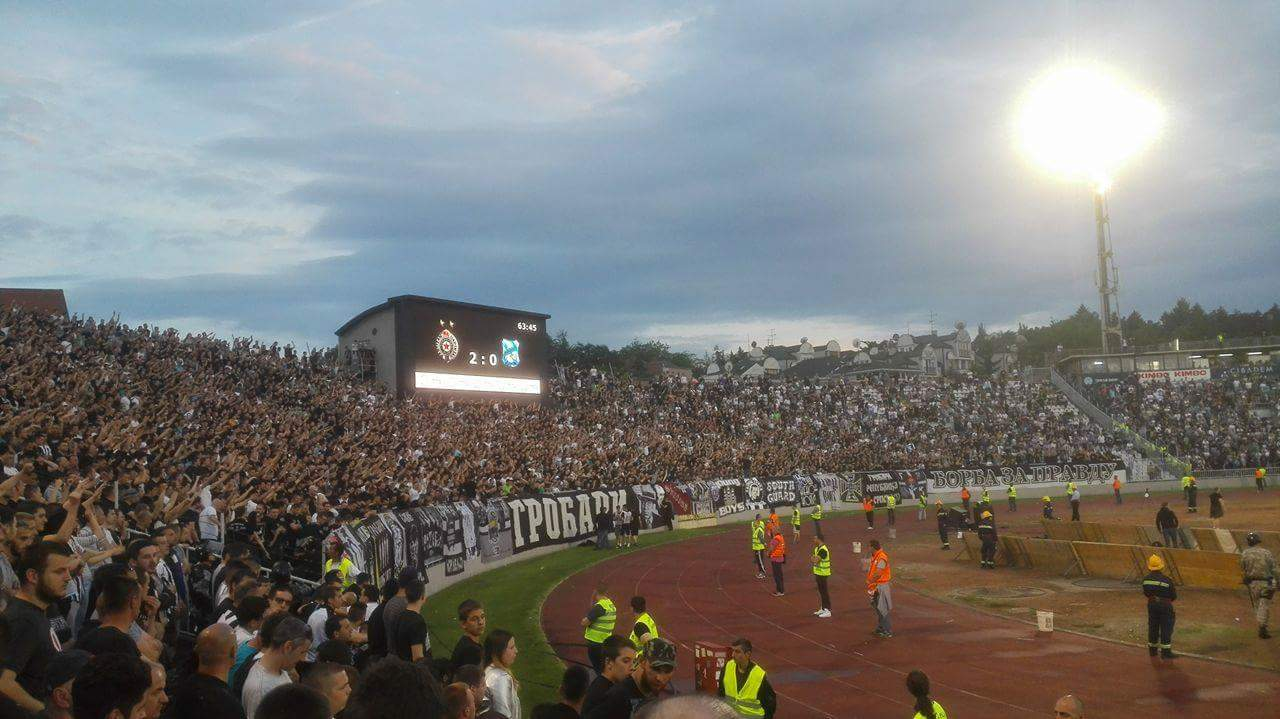
Os torcedores do Partizan tradicionalmente ocupam as arquibancadas do sul de ambos os estádios

### Grobari
Os torcedores do Partizan, conhecidos como Grobari (em cirílico sérvio: Гробари, traduzido para o português como Coveiros ), foram formados em 1970. A origem do apelido em si é incerta, mas uma teoria aceita é que foi dado por seus maiores rivais, os torcedores do Estrela Vermelha, referindo-se às cores predominantemente pretas do clube que eram semelhantes aos uniformes dos agentes funerários. A outra teoria diz que o nome vem do nome da rua do estádio do Partizan, Humska ( humka que significa "monte grave"), na verdade recebeu o nome da terra medieval de Hum . Os primeiros grupos de torcedores organizados do Partizan começaram a visitar o estádio JNA no final dos anos 1950. A participação do Partizan na final da Copa da Europa de 1966 atraiu muito mais torcedores ao estádio e é considerado o ponto em que a torcida organizada se mudou para a arquibancada sul do estádio, onde se reúne até hoje. Durante a década de 1970, o Grobari começou a trazer equipamentos para torcedores para os estádios, como lenços de apoio, placas, faixas e sinalizadores. Na década de 1980, o Grobari era um dos quatro principais grupos de torcedores da SFR Iugoslávia e começou a fazer turnês em todas as partidas do Partizan em todo o país e na Europa. Por causa de seu hooliganismo expresso em relação aos torcedores de outros clubes naquela época, os torcedores que representavam o núcleo da empresa Grobari eram frequentemente chamados entre si de "Riot Squad". Eles eram mais conhecidos por seu estilo inglês de apoio, que se baseava principalmente em canto alto e contínuo. Em 2010, o Grobari consistia em três grandes grupos: Grobari 1970, Zabranjeni e Južni Front .

## Estádios
Quando o Estrela Vermelha Belgrado é o mandante, o derby é disputado no Rajko Mitić Stadium, também conhecido como "Marakana" referenciando o famoso estádio carioca, foi inaugurado em 1963. Sua capacidade é de 53.000 espectadores (100.000 antes do regulamento da UEFA), sendo o maior do país. O estádio já recebeu a final da Copa Européia de 1973, da final da UEFA Euro 1976 e da final da Copa UEFA de 1979 .

Quando o mandante é o Partizan, o derby é disputado no Partizan Stadium, antes conhecido como JNA Stadium. Foi inaugurado em 1949 e tem capacidade para 29.775 espectadores (55.000 antes dos regulamentos da UEFA). Os torcedores do Partizan o chamam de Fudbalski Hram (em português: "Templo do futebol" ). Ambos os estádios estão localizados a apenas 1 quilômetro de distância, no bairro Autokomanda de Belgrado .

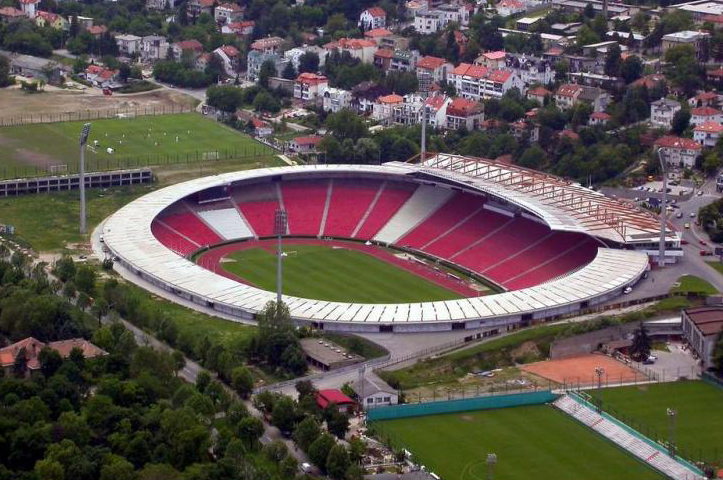
Estádio Estrela Vermelha
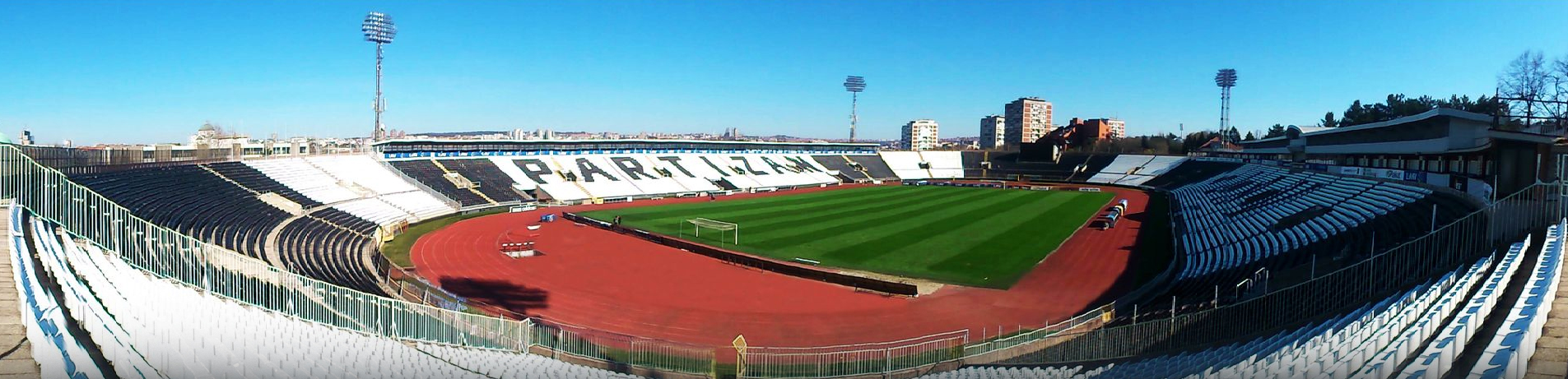
Estádio Partizan

## Recordes
- Mais jogos: 31, Saša Ilić pelo Partizan .
- Mais gols: 13, Marko Valok pelo Partizan .
- Jogador mais jovem a entrar em campo: 16 anos e 30 dias, Dušan Vlahović pelo Partizan a 27 de fevereiro de 2016 (150.º derby eterno).
- Jogador mais velho a jogar: 41 anos e 116 dias, Saša Ilić pelo Partizan a 25 de abril de 2019 (160.º derby eterno).

| Não. | Nome            | Gols | Equipe           |
| ---- | --------------- | ---- | ---------------- |
| 1    | Marko Valok     | 13   | Partizan         |
| 2    | Bora Kostić     | 9    | Estrela Vermelha |
| 3    | Dragan Džajić   | 9    | Estrela Vermelha |
| 4    | Milan Galić     | 8    | Partizan         |
| 5    | Kosta Tomašević | 8    | Estrela Vermelha |

| Pos. | Nome            | Jogos | Equipe           |
| ---- | --------------- | ----- | ---------------- |
| 1    | Saša Ilić       | 31    | Partizan         |
| 2    | Momčilo Vukotić | 25    | Partizan         |
| 3    | Bora Kostić     | 23    | Estrela Vermelha |
| 4    | Milan Rodić     | 22    | Estrela Vermelha |
| 5    | Dragan Džajić   | 21    | Estrela Vermelha |

## Maior goleada
- Liga Iugoslava de 1953–54

| 6 de dezembro de 1954 | Partizan                            | 7 – 1 | Estrela Vermelha | Estádio Partizan, Belgrado |
|                       | Bobek · Zebec · Mihajlović · Herceg |       | Tomašević        |                            |

## Comparativo de posições na na Primeira Liga Iugoslava (1947–1992)
| P.  | 47 | 48 | 49 | 50 | 51 | 52 | 53 | 54 | 55 | 56 | 57 | 58 | 59 | 60 | 61 | 62 | 63 | 64 | 65 | 66 | 67 | 68 | 69 | 70 | 71 | 72 | 73 | 74 | 75 | 76 | 77 | 78 | 79 | 80 | 81 | 82 | 83 | 84 | 85 | 86 | 87 | 88 | 89 | 90 | 91 | 92 |
| --- | -- | -- | -- | -- | -- | -- | -- | -- | -- | -- | -- | -- | -- | -- | -- | -- | -- | -- | -- | -- | -- | -- | -- | -- | -- | -- | -- | -- | -- | -- | -- | -- | -- | -- | -- | -- | -- | -- | -- | -- | -- | -- | -- | -- | -- | -- |
| 1°  | 1  |    | 1  |    | 1  |    | 1  |    |    | 1  | 1  |    | 1  | 1  | 1  | 1  | 1  | 1  | 1  |    |    | 1  | 1  | 1  |    |    | 1  |    |    | 1  | 1  | 1  |    | 1  | 1  |    | 1  | 1  |    | 1  | 1  | 1  |    | 1  | 1  | 1  |
| 2º  |    |    | 2  | 2  |    | 2  |    | 2  |    | 2  |    | 2  | 2  |    | 2  |    |    |    |    |    |    | 2  |    | 2  |    | 2  |    |    |    |    |    | 2  |    |    |    | 2  |    | 2  |    | 2  |    | 2  | 2  |    |    | 2  |
| 3º  | 3  | 3  |    | 3  |    |    | 3  | 3  |    |    |    |    |    | 3  |    |    |    |    | 3  |    | 3  |    | 3  |    |    |    |    | 3  | 3  |    |    |    | 3  |    |    |    |    |    | 3  |    | 3  |    |    |    | 3  |    |
| 4º  |    |    |    |    | 4  |    |    |    | 4  |    | 4  | 4  |    |    |    | 4  |    |    |    |    |    |    |    |    |    |    | 4  | 4  |    | 4  | 4  |    |    |    |    |    |    |    | 4  |    |    |    |    | 4  |    |    |
| 5º  |    | 5  |    |    |    |    |    |    | 5  |    |    |    |    |    |    |    |    | 5  |    | 5  | 5  |    |    |    | 5  | 5  |    |    |    |    |    |    |    |    |    |    | 5  |    |    |    |    |    |    |    |    |    |
| 6º  |    |    |    |    |    | 6  |    |    |    |    |    |    |    |    |    |    |    |    |    |    |    |    |    |    | 6  |    |    |    | 6  |    |    |    |    |    |    | 6  |    |    |    |    |    |    | 6  |    |    |    |
| 7º  |    |    |    |    |    |    |    |    |    |    |    |    |    |    |    |    | 7  |    |    |    |    |    |    |    |    |    |    |    |    |    |    |    |    |    |    |    |    |    |    |    |    |    |    |    |    |    |
| 8º  |    |    |    |    |    |    |    |    |    |    |    |    |    |    |    |    |    |    |    |    |    |    |    |    |    |    |    |    |    |    |    |    |    |    | 8  |    |    |    |    |    |    |    |    |    |    |    |
| 11º |    |    |    |    |    |    |    |    |    |    |    |    |    |    |    |    |    |    |    | 11 |    |    |    |    |    |    |    |    |    |    |    |    |    |    |    |    |    |    |    |    |    |    |    |    |    |    |
| 13º |    |    |    |    |    |    |    |    |    |    |    |    |    |    |    |    |    |    |    |    |    |    |    |    |    |    |    |    |    |    |    |    |    | 13 |    |    |    |    |    |    |    |    |    |    |    |    |
| 15º |    |    |    |    |    |    |    |    |    |    |    |    |    |    |    |    |    |    |    |    |    |    |    |    |    |    |    |    |    |    |    |    | 15 |    |    |    |    |    |    |    |    |    |    |    |    |    |

## Comparativo de posições na Primeira Liga da Sérvia e Montenegro e na SuperLiga da Sérvia (1992–presente)
| P. | 93 | 94 | 95 | 96 | 97 | 98 | 99 | 00 | 01 | 02 | 03 | 04 | 05 | 06 | 07 | 08 | 09 | 10 | 11 | 12 | 13 | 14 | 15 | 16 | 17 | 18 | 19 | 20 | 21 | 22 | 23 | 24 |
| -- | -- | -- | -- | -- | -- | -- | -- | -- | -- | -- | -- | -- | -- | -- | -- | -- | -- | -- | -- | -- | -- | -- | -- | -- | -- | -- | -- | -- | -- | -- | -- | -- |
| 1º | 1  | 1  | 1  | 1  | 1  |    | 1  | 1  | 1  | 1  | 1  | 1  | 1  | 1  | 1  | 1  | 1  | 1  | 1  | 1  | 1  | 1  | 1  | 1  | 1  | 1  | 1  | 1  | 1  | 1  | 1  | 1  |
| 2º | 2  | 2  | 2  | 2  | 2  | 2  |    | 2  | 2  | 2  | 2  | 2  | 2  | 2  | 2  | 2  |    | 2  | 2  | 2  | 2  | 2  | 2  | 2  | 2  | 2  |    | 2  | 2  | 2  |    | 2  |
| 3º |    |    |    |    |    | 3  | 3  |    |    |    |    |    |    |    |    |    | 3  |    |    |    |    |    |    |    |    |    | 3  |    |    |    |    |    |
| 4º |    |    |    |    |    |    |    |    |    |    |    |    |    |    |    |    |    |    |    |    |    |    |    |    |    |    |    |    |    |    | 4  |    |

• Total: Estrela Vermelha 45 vezes a frente e Partizan 33 vezes (ao final da temporada 2023–24)

## Estatísticas

### Confronto direto
| Competição | Jogos | Vitórias do Estrela Vermelha | Empate | Vitórias do Partizan | Gols do Estrela Vermelha | Gols do Partizan |
| ---------- | ----- | ---------------------------- | ------ | -------------------- | ------------------------ | ---------------- |
| Ligas      | 176   | 70                           | 58     | 48                   | 248                      | 208              |
| Copas      | 41    | 22                           | 5      | 14                   | 61                       | 50               |
| Outros     | 54    | 25                           | 9      | 20                   | 103                      | 88               |
| Total      | 271   | 117                          | 72     | 82                   | 412                      | 346              |

- Atualizado até 12 de abril de 2025

### Números oficiais por década
| Década      | Período     | Jogos | Estrela Vermelha | Empates | Partizan | Maior vencedor         |
| ----------- | ----------- | ----- | ---------------- | ------- | -------- | ---------------------- |
| 1940        | 1941-1950   | 12    | 5                | 2       | 5        |                        |
| 1950        | 1951-1960   | 25    | 10               | 5       | 10       |                        |
| 1960        | 1961-1970   | 20    | 10               | 7       | 3        | Estrela Vermelha (+7)  |
| 1970        | 1971-1980   | 20    | 11               | 4       | 5        | Estrela Vermelha (+6)  |
| 1980        | 1981-1990   | 25    | 12               | 8       | 5        | Estrela Vermelha (+7)  |
| 1990        | 1991-2000   | 38    | 15               | 11      | 12       | Estrela Vermelha (+3)  |
| 2000        | 2001-2010   | 30    | 11               | 10      | 9        | Estrela Vermelha (+2)  |
| 2010        | 2011-2020   | 31    | 10               | 9       | 12       | Partizan (+2)          |
| 2020        | 2021-2030   | 16    | 8                | 7       | 1        | Estrela Vermelha (+7)  |
| Total atual | Total atual | 217   | 92               | 63      | 62       | Estrela Vermelha (+30) |

### Decisões de títulos
Abaixo, a lista das finais protagonizadas por Estrela Vermelha e Partizan.
| Temporada | Competição                  | Vencedor         |
| 1948      | Copa da Iugoslávia          | Estrela Vermelha |
| 1952      | Copa da Iugoslávia          | Partizan         |
| 1954      | Copa da Iugoslávia          | Partizan         |
| 1958–59   | Copa da Iugoslávia          | Estrela Vermelha |
| 1991–92   | Copa da Iugoslávia          | Partizan         |
| 1992–93   | Copa da Sérvia e Montenegro | Estrela Vermelha |
| 1995–96   | Copa da Sérvia e Montenegro | Estrela Vermelha |
| 1998–99   | Copa da Sérvia e Montenegro | Estrela Vermelha |
| 2000–01   | Copa da Sérvia e Montenegro | Partizan         |
| 2016–17   | Copa da Sérvia              | Partizan         |
| 2018–19   | Copa da Sérvia              | Partizan         |
| 2020–21   | Copa da Sérvia              | Estrela Vermelha |
| 2021–22   | Copa da Sérvia              | Estrela Vermelha |

### Jogadores que jogaram pelos dois clubes
- Miodrag Jovanović (Estrela Vermelha, através do BSK Beograd, Partizan)
- Milivoje Đurđević (Partizan, Estrela Vermelha)
- Milovan Ćirić (Estrela Vermelha, Partizan)
- Jovan Jezerkić (Estrela Vermelha, Partizan, novamente Estrela Vermelha)
- Jovan Beleslin (Estrela Vermelha, Partizan)
- Tihomir Ognjanov (Partizan, através de Spartak Subotica, Estrela Vermelha)
- Bela Palfi (Partizan, através de Spartak Subotica, Estrela Vermelha)
- Miomir Petrović (Estrela Vermelha, Partizan)
- Božidar Drenovac (Estrela Vermelha, Partizan)
- Vasilije Šijaković (Partizan, através do BSK Beograd, Estrela Vermelha)
- Ranko Borozan (Partizan, Estrela Vermelha)
- Branko Zebec (Partizan, Estrela Vermelha)
- Antun Rudinski (Estrela Vermelha, Partizan)
- Radivoje Ognjanović (Partizan, Estrela Vermelha)
- Velibor Vasović (Partizan, Estrela Vermelha, novamente Partizan)
- Zvezdan Čebinac (Partizan, Estrela Vermelha)
- Vladimir Jocić (Estrela Vermelha, através de Radnički Niš, Partizan)
- Milan Babić (Estrela Vermelha, por Napredak, Partizan)
- Milko Đurovski (Estrela Vermelha, Partizan)
- Goran Milojević (Estrela Vermelha, Partizan)
- Dejan Joksimović (Estrela Vermelha, através de Vojvodina, Partizan, novamente Estrela Vermelha)
- Rade Mojović (Partizan, através de Obilić, Estrela Vermelha)
- Petar Puača (Estrela Vermelha, Partizan, através do OFK Beograd, Obilić, novamente Estrela Vermelha)
- Nikoslav Bjegović (Partizan, através de Radnički Kragujevac, OFK Beograd, Vojvodina, Estrela Vermelha)
- Dalibor Škorić (Partizan, através de Rudar Pljevlja, Rad, Estrela Vermelha)
- Cléo (Estrela Vermelha, Partizan)
- Vladimir Stojković (Estrela Vermelha, por Nantes, Vitesse, Sporting, Getafe, Wigan Athletic, novamente Sporting, Partizan, Ergotelis, Maccabi Haifa, Nottingham Forest, novamente Partizan)
- Miloš Bosančić (Partizan, através do Boavista, OFK Beograd, Čukarički, Slovan Liberec, Gyeongnam, Estrela Vermelha)
- Aboubakar Oumarou (Estrela Vermelha, através de OFK Beograd, Vojvodina, Waasland-Beveren, Partizan)
- Petar Đuričković (Estrela Vermelha, através de Radnički Kragujevac, Radnički Niš, Partizan)
- Ognjen Ožegović (Estrela Vermelha, através de Banat, Voždovac, Rad, Jagodina, Borac Čačak, Vojvodina, Changchun Yatai, Čukarički, Partizan)
- Nikola Antić (Estrela Vermelha, através de Jagodina, Vojvodina, Shaktar Soligorsk, Khimki, Partizan)

### Transferências entre dois clubes (jogadores)
- Milivoje Đurđević (do Partizan para o Estrela Vermelha no verão de 1947)
- Milovan Ćirić (do Estrela Vermelha para o Partizan no verão de 1947)
- Jovan Jezerkić (de Estrela Vermelha para Partizan no outono de 1947)
- Jovan Jezerkić (do Partizan para o Estrela Vermelha no verão de 1948)
- Miomir Petrović (do Estrela Vermelha para o Partizan no verão de 1948)
- Božidar Drenovac (de Estrela Vermelha para Partizan no verão de 1948)
- Dušan Krajčinović (de Estrela Vermelha para Partizan no verão de 1952)
- Ranko Borozan (de Partizan para Estrela Vermelha no verão de 1957)
- Branko Zebec (de Partizan para Estrela Vermelha no verão de 1959)
- Antun Rudinski (de Estrela Vermelha para Partizan no verão de 1962)
- Radivoje Ognjanović (do Partizan para o Estrela Vermelha no verão de 1962)
- Velibor Vasović (do Partizan para o Estrela Vermelha no verão de 1963)
- Velibor Vasović (do Estrela Vermelha para o Partizan no verão de 1964)
- Zvezdan Čebinac (do Partizan para o Estrela Vermelha no verão de 1964)
- Milko Đurovski (do Estrela Vermelha para o Partizan no verão de 1986)
- Goran Milojević (do Estrela Vermelha para o Partizan no verão de 1988)
- Dejan Joksimović (do Partizan para o Estrela Vermelha no verão de 1990)
- Petar Puača (do Estrela Vermelha para o Partizan no outono de 1990)
- Cléo (de Estrela Vermelha para Partizan no verão de 2009)

### Transferências entre dois clubes (treinadores)
- Milovan Ćirić (do Partizan para o Estrela Vermelha no verão de 1954. )